# Пакино (Владимирская область)
Пакино — посёлок в Ковровском районе Владимирской области России, входит в состав Малыгинского сельского поселения.

## География
Посёлок расположен в 4 км на запад от Коврова, в 2 км на юг от ж/д станции Федулово.

## История
Посёлок был создан на берегу одноимённого озера, являющегося старицей реки Клязьмы, при колонии для заключённых. На этом месте в 1940—1941 годах планировалось строить плотину Ковровской ГЭС (другое название Нижнеклязьминская ГЭС), причём место строительства было выбрано произвольно, без соответствующих геологических изысканий:

Однажды к нам в контору явился высокий и статный военный в сопровождении трёх или четырёх гражданских лиц. Он отрекомендовался:
— Жуленев Иван Владимирович, начальник строительства Ковровской ГЭС.
Сразу с места в карьер он потребовал указать, как пройдёт створ плотины, бетонной и земляной, где намечено здание гидростанции.
Оторопевший Альшанский сказал, что партия только начала изыскания, и где строить, пока неизвестно.
Жуленев загремел грозным голосом. Он помянул имя товарища Берии, которому должен доложить о начале строительства, и объявил новость, приведшую нас всех в ужас: идут эшелоны с заключёнными, а фронта работ нет.
Альшанский на свой страх и риск сказал, что через три дня створ плотины будет указан. <…>
Сразу после ухода Жуленева Альшанский выехал в Улыбышево, там забил тревогу. К нам прибыл сам Семенцов со специалистами из Гидропроекта.
Известное правило портных — семь раз примерь, один отрежь — было забыто. Члены комиссии с картой местности в руках переправились через Клязьму, с ними увязался и я. Мы подошли к старице, называемой озеро Пакино, постояли в раздумье, председатель комиссии указал:
— Вот тут!
Один из моих мальчишек забил первый колышек.

Так без какой бы то ни было геологической разведки был выбран створ плотины! Не смогли раздобыть лодку и даже не измерили глубину озера. Озеро длинное, по словам погостовских жителей, глубокое, перегородят его двумя земляными перемычками, из серёдки между ними выкачают воду, и получится готовый котлован под бетонное здание самой ГЭС.
В декабре 1940 года была построена железнодорожная ветка от специально созданной станции Федулово Горьковской железной дороги до места строительства ГЭС для доставки стройматериалов и оборудования. В ноябре 1940 года на строительстве Нижнеклязьминской ГЭС работали 210 заключённых, в январе 1941-го — 1418, а к середине июня 1941-го — 4236 человек. Работа велась в ускоренном темпе по двухсменному графику, в тёмное время суток — в свете прожекторов.
Посёлок, созданный как временный, существует до сих пор.

## Население
| 2002 | 2010  | 2021  |
| ---- | ----- | ----- |
| 2103 | ↗4605 | ↘2654 |

## Инфраструктура
В посёлке находятся детский сад, филиал Ковровского дома культуры, отделение почтовой связи, отделение Сбербанка, библиотека, фельдшерский пункт. Также в посёлке расположена исправительная колония особого режима (ИК-7) и войсковые части 30616-7 (бывшая в/ч 47866) и 30616-8.